# Medicina
Medicina ist eine italienische Gemeinde mit 16.720 Einwohnern (Stand 31. Dezember 2023) in der Metropolitanstadt Bologna.
Der Ursprung des Namens ist unbekannt (Medicina ist das italienische Wort für „Medikament“ (Heilmittel bzw. Arzneimittel), sowie für die Wissenschaft „Medizin“) worüber lange spekuliert wurde. Nach einer Legende heißt es, dass Kaiser Friedrich Barbarossa, als er aus Mailand durch Medicina fuhr, krank wurde und anschließend durch eine Schlange, die sich zufällig in den Kochtopf seiner Suppe geschlichen hatte, wie durch ein Wunder genas. Es wurde jedoch bewiesen, dass der Name aus einer noch älteren Epoche als Barbarossa stammt, obwohl der Kaiser sich wirklich im Ort aufhielt. Zum Gedenken dieser Legende wird jedes Jahr im September die Festa del Barbarossa gefeiert.
Bei Medicina (in der Ortschaft Fiorentina) befindet sich ein 32 Meter messendes Radioteleskop. Es wird vom Istituto di Radioastronomia di Bologna geleitet und wurde vom CNR, heute einem Mitglied der INAF, aufgebaut.

## Verwaltung
- Bürgermeister: Onelio Rambaldi, seit Juni 2009
- Rathaus: Centralino 051 69.79.111
- Klimatische Einordnung: zona E, 2261 GR/G

## Städtepartnerschaften
Medicina ist mit mehreren Gemeinden durch eine Partnerschaft oder freundschaftlich verbunden.
Gemeindepartnerschaften
- Škofja Loka in Slowenien
- Romilly-sur-Seine im Département Aube, Frankreich

Gemeindefreundschaften
- Tifariti in der Demokratischen Arabischen Republik Sahara
- Spinete in der Region Molise, Italien
- Pescia in der Toskana, Italien

## Söhne und Töchter der Stadt
- Davide Ricci Bitti (* 1984), Radrennfahrer
- Giacomo Bulgarelli (1940–2009), Fußballspieler
- Pier da Medicina,  Darsteller der Komödie von Dante Alighieri, der aus Medicina kam
- Claudio Stagni (* 1939), Geistlicher und emeritierter Bischof des Bistums Faenza-Modigliana
- Elia Vannini, Komponist des Barock